# Copelatus biswasi
Copelatus biswasi es una especie de escarabajo buceador del género Copelatus, de la subfamilia Copelatinae, en la familia Dytiscidae. Fue descrito por Mukherjee & Sengupta en 1986.